# Kiełpino (powiat szczecinecki)
Kiełpino (nazwa niem. Kölpin) – wieś w Polsce położona w województwie zachodniopomorskim, w powiecie szczecineckim, w gminie Borne Sulinowo.

## Zabytki
Do wojewódzkiego rejestru zabytków wpisane są:
- kościół filialny pw. św. Kazimierza, z XVI wieku
- cmentarz kościelny, otoczenie[5].